# Trichotosia hapalostachys
Trichotosia hapalostachys är en orkidéart som först beskrevs av Rudolf Schlechter, och fick sitt nu gällande namn av Walter Kittredge. Trichotosia hapalostachys ingår i släktet Trichotosia och familjen orkidéer. Inga underarter finns listade i Catalogue of Life.